# Tusseknattane
Die Tusseknattane (norwegisch für Koboldvorsprünge) sind zwei Nunatakker im ostantarktischen Königin-Maud-Land. Sie ragen zwischen dem Borchgrevinkisen und dem Tussebreen im westlichen Teil des Gebirges Sør Rondane auf.
Wissenschaftler des Norwegischen Polarinstituts benannten sie 1988.